# Бенавітес
Бенавітес (валенс. Benavites, ісп. Benavites) — муніципалітет в Іспанії, у складі автономної спільноти Валенсія, у провінції Валенсія. Населення — 648 осіб (2010).

## Географія
Муніципалітет розташований на відстані близько 300 км на схід від Мадрида, 31 км на північ від Валенсії.

## Демографія
Динаміка населення (INE ):

## Галерея зображень

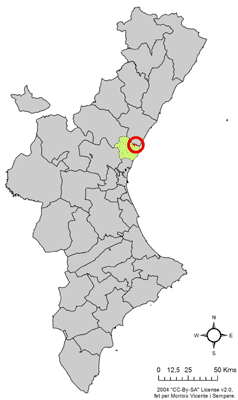
Розташування муніципалітету Бенавітес у автономній спільноті Валенсія
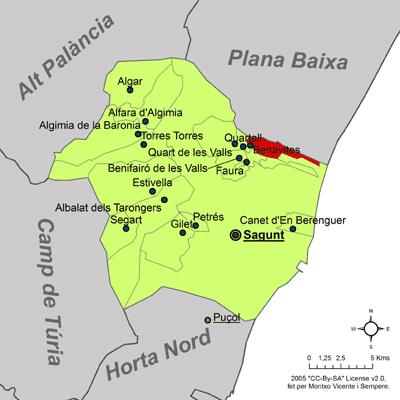
Розташування муніципалітету Бенавітес у комарці Кампо-де-Морведре